# Стефан Божков
Вижте пояснителната страница за други личности с името Стефан Стефанов.
Стефан Божилов Стефанов (20 септември 1923 – 1 февруари 2014), известен като Стефан Божков, е български футболист и треньор по футбол, с медицинско образование. Една от легендарните фигури в историята на ЦСКА (София).

## Кариера
Божков започва футболната си кариера в кварталния столичен клуб Спортист (София). Прави официалния си дебют точно на 15-ия си рожден ден. На 20 септември 1938 г. е включен в титулярния състав за мач срещу Фортуна (София). Отзивите за играта му в пресата са доста критични: „На този мач за първи път игра Божков на поста ляво крило. Той беше доста страхлив и се показа доста слаб“, пише вестник „Спорт“ в статията си за мача. Въпреки неубедителното начало обаче, постепенно Божков се налага като един от основните играчи на Спортист. През сезон 1945 е в основата на успеха, който постига малкия квартален клуб – класиране на финала на Държавното първенство. Там Спортист губи от Локомотив (София) след поражение с 1:3 в първия мач и равенство 1:1 във втория, като той става автор и на двата гола за своя отбор в срещите.
В началото на 1947 г. Божков заминава за Чехословакия за да учи медицина в Пилзенския университет и заиграва в местния клуб СК Кладно, където е съотборник с Борислав Футеков. Бележи попадение още в дебютния си мач срещу Славия (Прага). Остава в Чехословакия близо две години. Там записва 59 мача, а през сезон 1946/47 вкарва два гола в чешката Статни лига. През лятото на 1948 г. с него се свързва представител на новоучредения клуб Септември при ЦДВ (ЦСКА) за да го покани да се присъедини към отбора.
В началото на септември 1948 г. Божков се завръща в България. Дни по-късно дебютира за „армейците“ във финала на Републиканското първенство за сезон 1948 срещу Левски (София). Септември при ЦДВ губи първата среща с 1:2, но печели втората с 3:1 и триумфира с титлата. Божков играе за клуба в продължение на 12 години. В този период записва 202 мача в шампионата и бележи 45 гола. Лидер и капитан на големия отбор на ЦСКА от 50-те години на ХХ век. Става 10-кратен шампион на България, както и 3-кратен носител на националната купа. Обявен за Футболист № 1 на България за 1955 г. Включен е в идеалния отбор на Европа за 1956 г. като подгластник на унгареца Йозеф Божик. През същата година е класиран на 13-о място в анкетата за Златната топка на „Франс Футбол“. Изиграва 7 мача и вкарва 1 гол в Купата на европейските шампиони. На 24 февруари 1957 г. открива от дузпа резултата в четвъртфинален мач за КЕШ срещу Цървена звезда, който е спечелен с 2:1. Прекратява състезателната си кариера на 36-годишна възраст в края на 1959 г.

### Национален отбор
За националния отбор Божков има 53 мача и 4 гола. В 41 от мачовете е бил негов капитан. Дебютира на 8 ноември 1946 г. срещу Румъния (2:2). Последната му среща е на 21 декември 1958 г. срещу ФРГ (0:3). Бронзов медалист на Олимпийските игри в Мелбърн, Австралия през 1956 г.

### Кариера извън терена
От 1961 до 1963 е помощник-треньор в ЦСКА. От 1966 до 1970 е главен селекционер на националният отбор по футбол на България с който през 1968 г. заема второ място на олимпийският турнир в Мексико и го класира на финалите на Световното първенство в Мексико през 1970 г. Ръководи „А“ националния отбор общо в 34 мача, младежкия в 2 мача и олимпийския – през 1960 г. През 1974 г. е включен от спортните журналисти в идеалния отбор на 30-летието (1944 – 1974 г.). Бивш треньор на ЦСКА (1971 – 1974, 1982 г.) и председател на отбора. Има дългогодишна треньорска практика в Русия, Унгария, Италия и Германия. Бил е и вицепрезидент на БФС (1975 г.). Има звания Заслужил майстор на спорта (1953), Заслужил треньор (1969) и Заслужил деятел на физкултурата (1976), носител на орден „9 септември 1944 г.“ – I степен с мечове (1983 г.). Има 2 висши образования – медицинско в Медицински университет - София и спортно във ВИФ – специалност „Футбол“. Почетен гражданин на София и Кюстендил. Бил е председател на треньорската комисия в БФС. Почива на 1 февруари 2014 г. в София.